# Serbia ottomana
Il territorio di quella che oggi è la Repubblica di Serbia ha fatto parte dell'Impero ottomano per tutta la prima età moderna, in particolare l'area della Serbia centrale, a differenza della Voivodina che era passata al dominio degli Asburgo a partire dalla fine del XVII secolo (con diverse acquisizioni della Serbia centrale). La cultura ottomana ha influenzato in modo significativo la regione, nell'architettura, cucina, lingua e abbigliamento, specialmente nelle arti e nell'Islam.
Nel XIV e XV secolo, il Despotato di Serbia fu sottomesso dalla conquista ottomana dei Balcani. Gli ottomani sconfissero i serbi nella battaglia della Marizza nel 1371, diventando vassalli dei governatori meridionali. Poco dopo morì l'imperatore serbo Stefano Uroš V; dal momento che non aveva figli e la nobiltà non poteva accordarsi sul legittimo erede, l'Impero fu successivamente governato da signori provinciali semi-indipendenti, che spesso erano in faida tra loro. Il più potente di questi, Lazar di Serbia, duca di una regione che adesso comprende l'attuale Serbia centrale, che non era ancora caduta sotto il dominio ottomano, si schierò contro gli ottomani nella battaglia del Kosovo nel 1389. L'esito della battaglia fu indeciso, ma alla fine la Serbia cadde in mano agli ottomani. Stefan Lazarević, il figlio di Lazar, gli succedette come sovrano, ma nel 1394 era diventato un vassallo ottomano. Nel 1402 rinunciò al dominio ottomano e divenne un alleato dell'Ungheria, e gli anni che seguirono furono caratterizzati dagli ottomani e dall'Ungheria che combattevano sul territorio della Serbia. Nel 1453 gli Ottomani conquistarono Costantinopoli e nel 1458 Atene fu presa. Nel 1459, la Serbia fu annessa, seguita dalla Grecia un anno dopo.
Diverse rivolte minori, infruttuose e di breve durata furono condotte contro il dominio ottomano, principalmente con l'aiuto degli Asburgo; 1594, 1688-1691, 1718-1739 e 1788. Nel 1799, i dahia (capi giannizzeri, fanteria di alto rango nelle province) presero il controllo del Sangiaccato di Smederevo, rinunciando al Sultano e imponendo tasse più alte. Nel 1804, assassinarono gli intellettuali e i nobili più importanti, nell'evento noto come il massacro dei duchi. Per rappresaglia, i serbi presero le armi e nel 1806 uccisero o cacciarono tutta la dahia, ma la lotta non si fermò; quando il Sultano dovette mandare il nuovo Pasha nella provincia, i serbi lo uccisero. La rivolta continuò, in quella che sarebbe stata diventata come la prima rivolta serba, con i serbi sotto Karađorđe Petrović che sconfissero i turchi in diverse battaglie, liberando la maggior parte della Serbia centrale e istituendo in seguito un governo pienamente funzionante. Nel 1813, i serbi subirono un'enorme sconfitta, dalla quale seguirono una ribellione senza successo nel 1814 e nel 1815 e la seconda rivolta serba. Nel 1817, la Serbia era de facto indipendente (come Principato di Serbia).

## Storia

### Guerre per la Serbia (1389-1540)

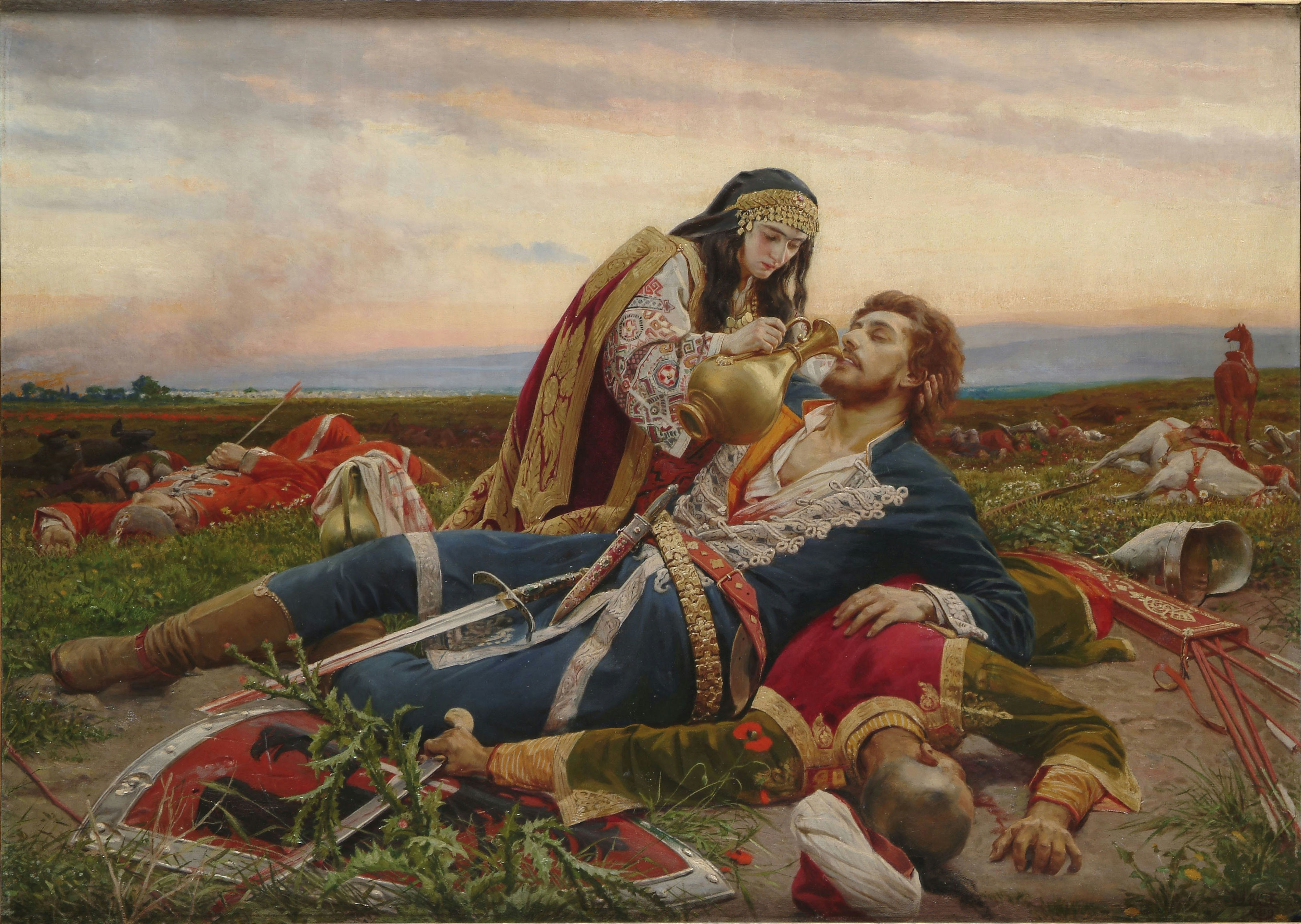
Kosovka devojka, di Uroš Predić

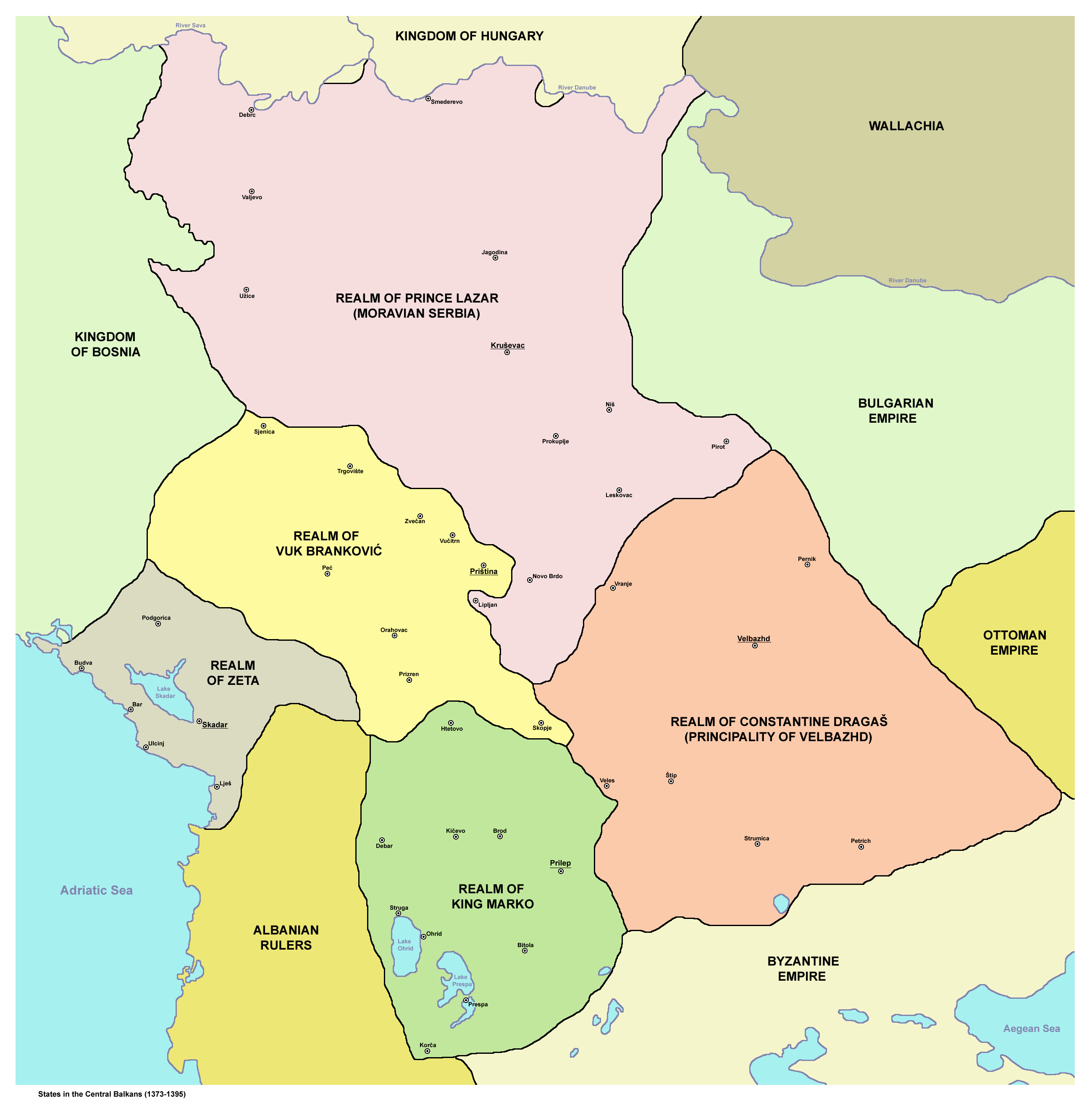
Stati emersi dopo la dissoluzione dell'impero serbo nel XIV secolo.

I turchi sconfissero l'esercito serbo in una battaglia cruciale: sulle rive del fiume Maritsa nel 1371, dove furono sconfitte le forze di Vukašin e Jovan Uglješa Mrnjavčević dall'odierna Macedonia settentrionale, distruggendo ogni speranza di un impero serbo riunificato. Da quel momento in poi, lo stato serbo si pose sulla difensiva e questa guerra culminò nella battaglia del Kosovo nel 1389. Questa battaglia mise Lazar di Serbia, Vuk Branković e Vlatko Vuković contro le migliori truppe del sultano Murad I. Sia il sultano Murad I che il principe Lazar persero la vita in questo bagno di sangue inconcludente.
La battaglia del Kosovo definì il destino a lungo termine della Serbia, poiché allora non disponeva di una forza in grado di opporsi direttamente ai turchi. Questo fu un periodo instabile segnato dal governo del figlio del principe Lazar - il despota Stefan Lazarević - un vero cavaliere in stile europeo, capo militare e poeta. Stefan fu inizialmente vassallo del sultano Bayezid I, distinguendosi nella battaglia di Nicopoli nel 1396 e ad Ankara nel 1402, ottenendo in seguito l'indipendenza dopo la perdita di Bayezid. Suo cugino ed erede Đurađ Branković trasferì la capitale nella città fortificata di Smederevo di recente costruzione. I turchi continuarono le loro conquiste fino a quando finalmente conquistarono tutto il territorio serbo settentrionale nel 1459, quando Smederevo cadde nelle loro mani. Gli unici territori serbi liberi erano parti della Bosnia e Zeta. Dopo la caduta del Principato di Zeta nel 1496, la Serbia fu governata dall'Impero ottomano per quasi tre secoli. Venne creato un principato serbo sotto la protezione ungherese, dopo la caduta del Despotato serbo, dalla famiglia Branković (in seguito altri nobili serbi salirono al trono) in quella che oggi è la Vojvodina, la Slavonia e la Bosnia. Lo stato subordinato trascorse la sua interezza combattendo gli ottomani rappresentando l'eredità di ciò che era rimasto del regno serbo. Cadde nel 1540 quando la conquista ottomana delle terre serbe, che durò circa 200 anni di guerra continua, fu finalmente completata.

### Ungheria e Serbia (1389-1540)

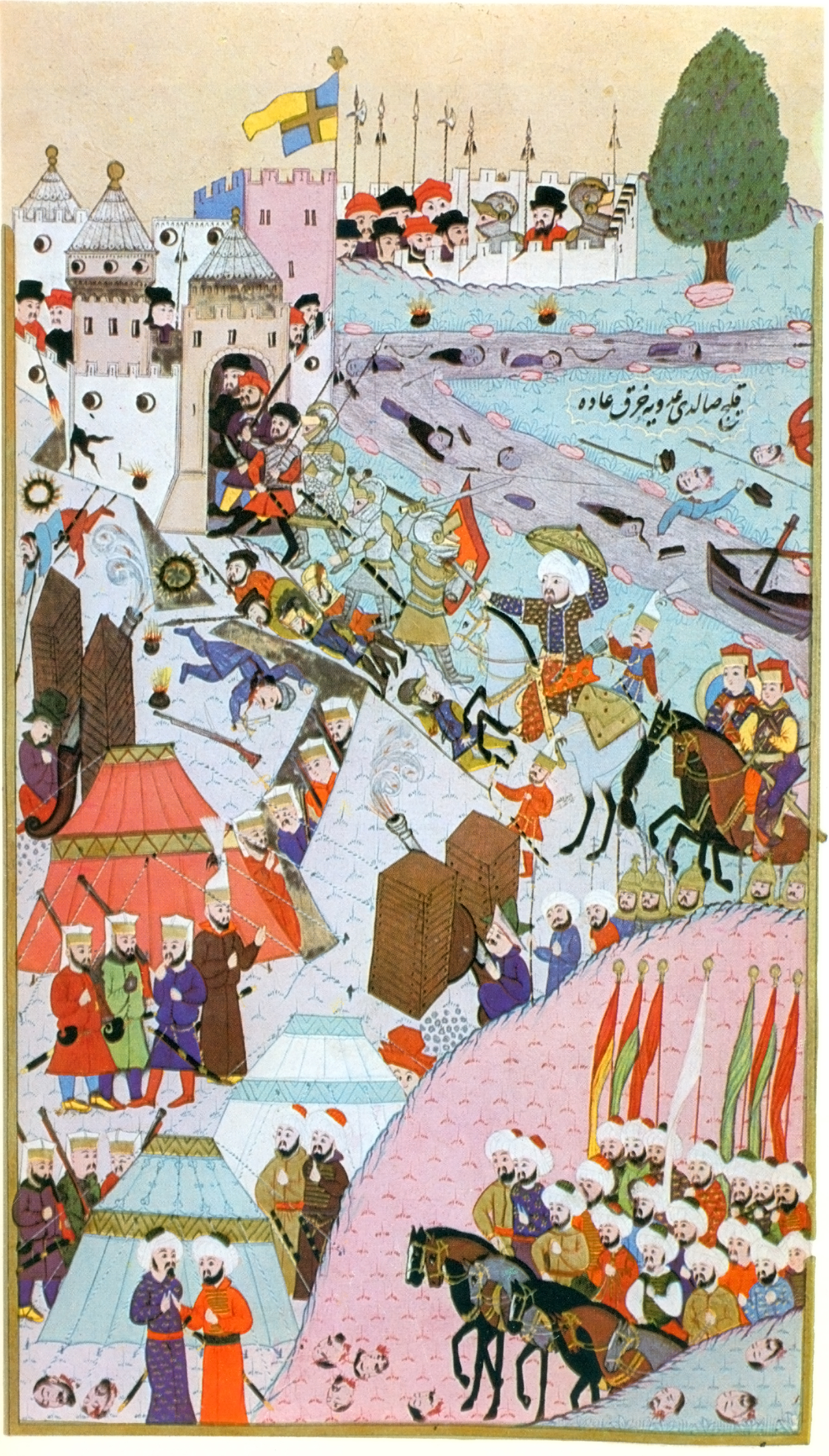
Esercito ottomano durante l'assedio di Belgrado (1456).

Dal XIV secolo in poi un numero crescente di serbi iniziò a migrare verso nord nella regione oggi conosciuta come Vojvodina, che allora era sotto il dominio del Regno d'Ungheria. I re ungheresi incoraggiarono l'immigrazione dei serbi nel regno e assunsero molti di loro come soldati e guardie di confine. Pertanto, la popolazione serba di questa regione aumentò notevolmente. Durante la lotta tra l'Impero ottomano e l'Ungheria, questa popolazione serba tentò la restaurazione dello stato serbo. Nella battaglia di Mohač il 29 agosto 1526, la Turchia ottomana distrusse l'esercito del re ungherese - boemo Louis Jagellion, che fu ucciso sul campo di battaglia. Dopo questa battaglia l'Ungheria fu divisa in tre parti e gran parte del suo ex territorio divenne parte dell'Impero ottomano. Subito dopo la battaglia di Mohač, il leader dei mercenari serbi in Ungheria, Jovan Nenad, stabilì il suo governo a Bačka, nel Banato settentrionale e in una piccola parte della Sirmia (queste tre regioni fanno adesso parte della Vojvodina). Creò uno stato indipendente, con la città di Subotica come capitale. Al culmine del suo potere Jovan Nenad si incoronò a Subotica come imperatore serbo. Approfittando della situazione militare e politica estremamente confusa, i nobili ungheresi della regione unirono le forze contro di lui e sconfissero le truppe serbe nell'estate del 1527. L'imperatore Jovan Nenad fu assassinato e il suo stato crollò.
Dopo l'assedio di Belgrado, Solimano I stabilì i serbi nella vicina foresta di Costantinopoli, l'attuale Bahçeköy, chiamata foresta di Belgrado.

### Austria e Serbia
Le potenze europee, e l'Austria in particolare, combatterono molte guerre contro l'Impero ottomano, contando sull'aiuto dei serbi che vivevano sotto il dominio ottomano. Durante la guerra austro-turca (1593-1606), nel 1594, i serbi organizzarono una rivolta nel Banato, la parte pannonica della Turchia. Sinan Pasha reagì bruciando i resti di San Sava, il santo serbo più sacro. I serbi crearono un altro centro di resistenza in Erzegovina, ma quando la pace venne firmata da Turchia e Austria, furono abbandonati alla rappresaglia turca. Questa sequenza di eventi divenne usuale nei secoli successivi.

### La Grande Guerra tra gli ottomani e la Lega Santa
La Grande Guerra tra Ottomani e Lega Santa si svolse dal 1683 al 1699. La Lega Santa venne creata con il patrocinio del Papa e comprendeva Austria, Polonia e Venezia. Queste tre potenze incitarono i serbi a ribellarsi contro le autorità ottomane, e presto le rivolte e le guerriglie si diffusero in tutti i Balcani occidentali, dal Montenegro e la costa dalmata al bacino del Danubio e alla vecchia Serbia (Macedonia, Raška, Kosovo e Metohija). Tuttavia, quando gli austriaci iniziarono a ritirarsi dalla Serbia, invitarono il popolo serbo a venire a nord con loro nei territori austriaci. Dovendo scegliere tra la rappresaglia ottomana e vivere in uno stato cristiano, i serbi abbandonarono le loro fattorie e si diressero a nord guidati dal patriarca Arsenije Čarnojević.

### Guerra austro-ottomana
Un altro episodio importante della storia serba ebbe luogo nel 1716-1718, quando i territori etnici serbi, che andavano dalla Dalmazia, Bosnia ed Erzegovina, a Belgrado e al bacino del Danubio, divennero il campo di battaglia per una nuova guerra austro-ottomana lanciata dal principe Eugenio di Savoia. I serbi si schierarono ancora una volta con l'Austria. Dopo la firma di un trattato di pace a Požarevac, gli ottomani persero tutti i possedimenti nel bacino del Danubio, così come la Serbia settentrionale, la Bosnia settentrionale e parti della Dalmazia e del Peloponneso.
L'ultima guerra austro-ottomana era conosciuta come la guerra Dubica (1788–1791), quando gli austriaci esortarono i cristiani in Bosnia a ribellarsi. Nessuna guerra fu combattuta in seguito fino al XX secolo, che segnò la caduta di entrambi i potenti imperi (a questo punto l'Austria era diventata l'Austria-Ungheria).

## Rivolte

### Rivolta dei Banati (1594)

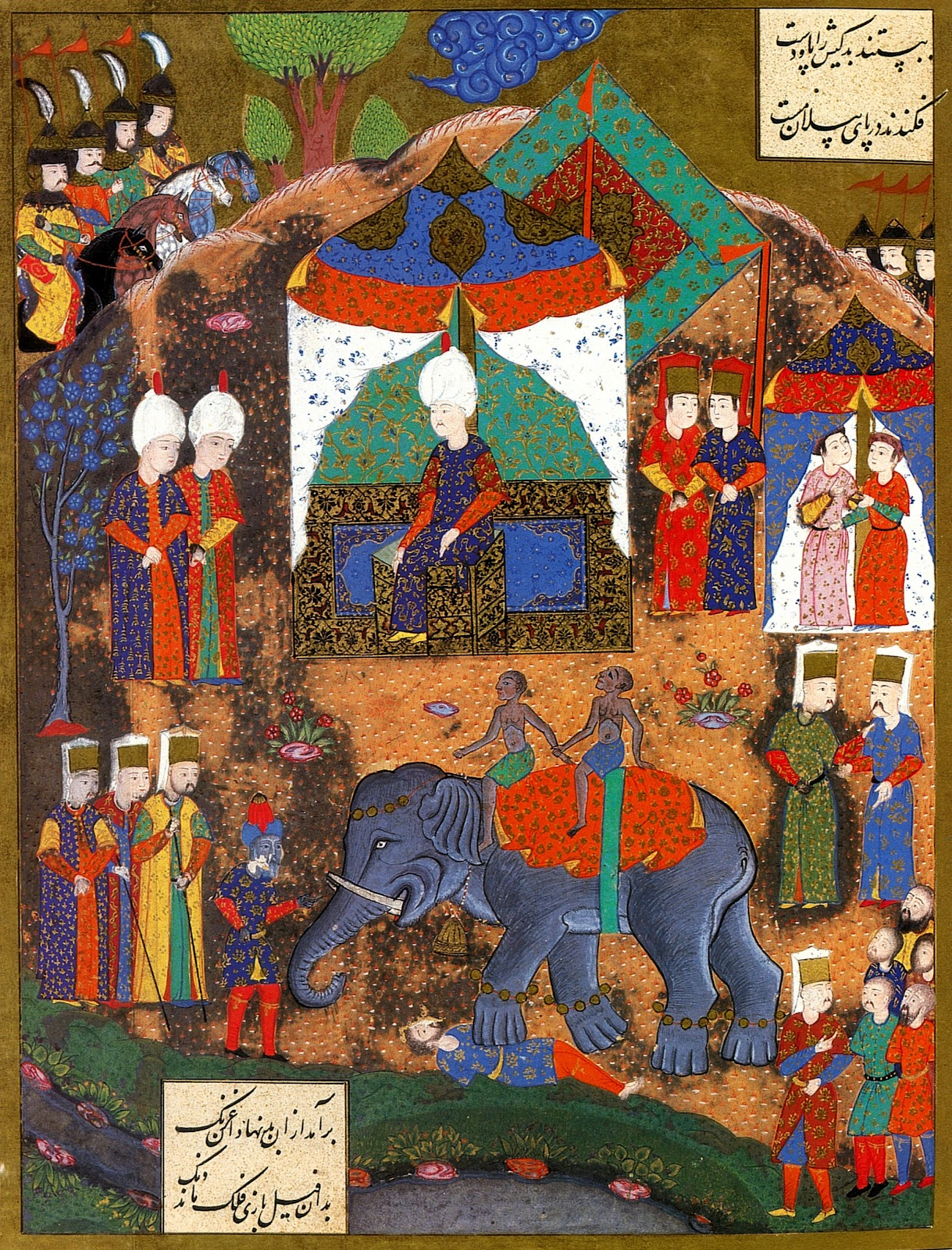
Miniatura ottomana raffigurante l'esecuzione dei ribelli serbi a Belgrado.

Nella regione del Banato, che allora faceva parte dell'Eyalet ottomano di Temeşvar, nell'area intorno a Vršac, nel 1594 iniziò una grande rivolta contro l'Impero ottomano. Fu la più grande rivolta del popolo serbo contro il dominio ottomano fino ad oggi. Il leader di questa rivolta era Teodor Nestorović, il vescovo di Vršac. Altri leader erano Sava Ban e il voivoda Velja Mironić.
Per un breve periodo, i ribelli serbi conquistarono diverse città del Banato, tra cui Vršac, Bečkerek e Lipova, nonché Titel e Bečej a Bačka. La dimensione di questa rivolta è illustrata dal verso di una canzone nazionale serba: "Sva se butum zemlja pobunila, Šest stotina podiglo se sela, Svak na cara pušku podigao!" ("Tutta la terra si è ribellata, sono sorti seicento villaggi, tutti hanno puntato il fucile contro l'imperatore"). La ribellione aveva il carattere di una guerra santa, i ribelli serbi portavano bandiere con l'immagine di San Sava. Sinan Pasha, che guidava l'esercito ottomano, ordinò che la bandiera verde di Maometto fosse portata da Damasco per contrastare la bandiera serba e bruciò i resti mortali di San Sava a Belgrado.
Alla fine, la rivolta fu repressa e la maggior parte dei serbi di questa regione, temendo la rappresaglia ottomana, fuggì in Transilvania, lasciando deserta la regione del Banato.

### Rivolta serba del 1596-97
La rivolta serba del 1596-1597 fu organizzata dal patriarca Jovan Kantul e guidata da Grdan.

### Rivolte pianificate con l'aiuto russo
- Il serbo-russo Sava Vladislavich mantenne contatti commerciali con i compagni serbi e ebbe l'impressione che si sarebbero ribellati contro il Sultano non appena lo zar avesse invaso i Principati danubiani. Dopo aver lanciato l'invasione nel 1711, lo zar Pietro lo mandò in missione in Moldavia e Montenegro, per incitare la popolazione alla ribellione. Poco vennero fuori questi piani, nonostante l'assistenza di un colonnello filo-russo, Michael Miloradovich (l'antenato del conte Miloradovich ).
- Petar I Petrović-Njegoš, il principe-vescovo del Montenegro (episcopato serbo ortodosso di Cettigne), concepì un piano per formare un nuovo impero serbo dalla Bosnia, Serbia, Erzegovina e Montenegro con Boka, con Dubrovnik come capitale imperiale. Nel 1807, inviò una lettera al generale russo dell'esercito del Danubio su questo argomento: "Lo zar russo sarebbe stato riconosciuto come lo zar dei serbi e il metropolita del Montenegro sarebbe stato il suo assistente. Il ruolo principale nella restaurazione dell'Impero serbo appartiene al Montenegro."

### Acquisizioni asburgiche (1686-1691); (1718-1739); (1788-1793)

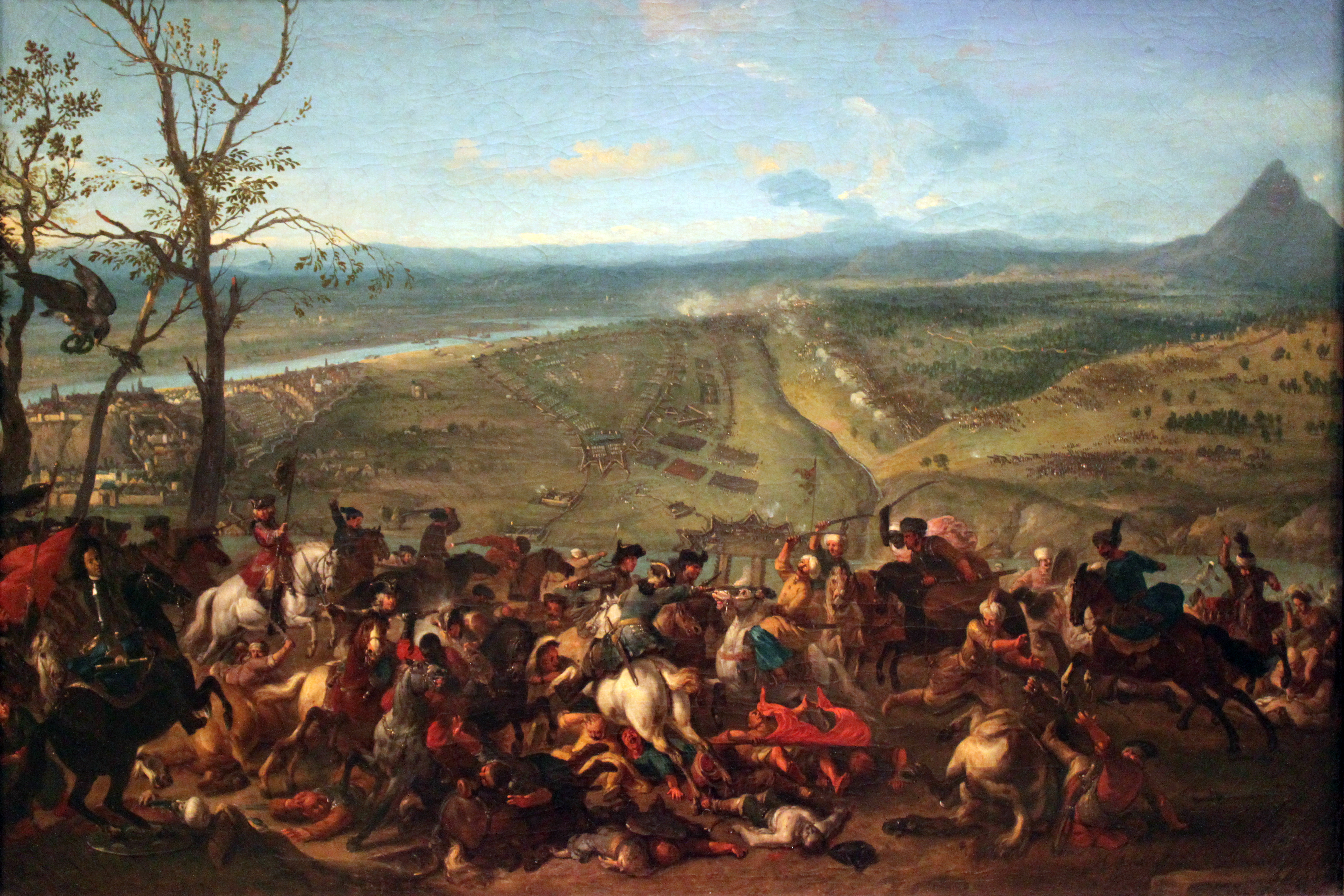
Il principe Eugenio di Savoia cattura Belgrado, 1717

Dal 1718 al 1739 il paese era conosciuto come Regno di Serbia (1718-1739). La caduta della Serbia asburgica fu seguita dalle Grandi Migrazioni serbe dall'Impero ottomano nell'Impero austriaco.
Nella seconda metà del secolo, l'ufficiale Koča Anđelković guidò con successo una ribellione contro gli ottomani con l'aiuto dell'Austria e pose nuovamente la Serbia sotto il dominio degli Asburgo, il territorio era noto come frontiera di Koča. Si concluse con il Trattato di Sistova e il ritiro degli austriaci.

### L'obiettivo di Tekelija
Sava Tekelija, nobile serbo, dottore in legge e mecenate, ebbeo un ruolo significativo nella vita culturale dei serbi nella monarchia asburgica, così come nella vita politica generale del regno. Nell'incontro di Timisoara nel 1790, fece un famoso discorso in cui implorava l'inclusione legale dei privilegi serbi. Sostenne il suo punto di vista con un'analisi approfondita dei privilegi utilizzando argomenti legali, affermando che la legge presentava un'autorità superiore alla volontà degli individui, governanti; così i privilegi sarebbero stati protetti meglio se inclusi nelle leggi ungheresi. Al tempo della prima rivolta, realizzò la mappa delle terre serbe, che fungeva da programma politico. Inviò lettere a Napoleone, proponendo l'istituzione di un'unità politica slava meridionale, con la Serbia come nucleo, comprese le parti conquistate dalla Francia, da cui si sarebbero formate le province illiriche. Per raggiungere l'obiettivo di questa unità politica, propose che la Francia aiutasse la rivoluzione serba, perché avrebbe impedito la penetrazione e l'influenza russa in questi territori. Nel 1805 inviò una lettera simile all'imperatore austriaco Francesco I proponendo altre alleanze politiche, anche con l'obiettivo di impedire l'influenza russa. Il suo progetto implicava l'istituzione di uno stato serbo, o più in generale, uno stato slavo meridionale. Le sue opere mostrano la sua visione del potenziale futuro delle nazioni slave meridionali.

### 1791-1804

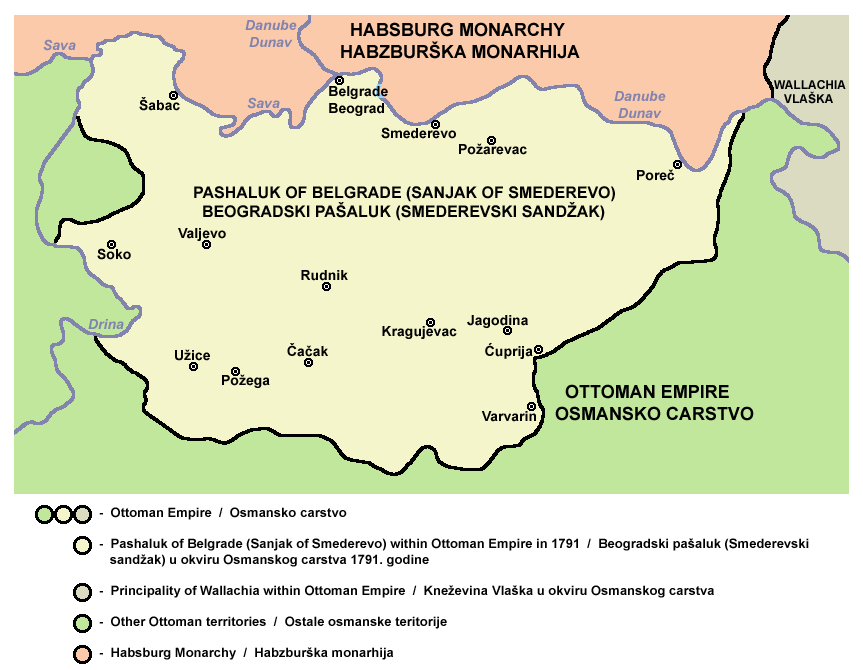
Pascialato di Belgrado (Sangiaccato di Smederevo) nel 1791

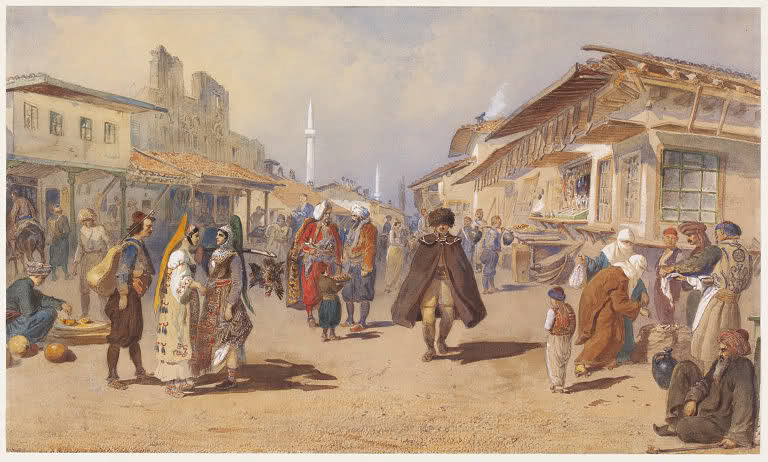
La Belgrado ottomana

Il ritiro degli austriaci dalla Serbia nel 1791 segnò la fine della ribellione serba della Krajina di Kočina, che era stata innescata dall'Austria nel 1788. Tuttavia l'Austria aveva bisogno di risolvere la guerra e restituì la regione di Belgrado all'Impero ottomano. Nonostante le garanzie su cui l'Austria aveva insistito, molti dei partecipanti alla rivolta e le loro famiglie andarono in esilio in Austria. Le riforme fatte dalla Porta per allentare la pressione sui serbi furono solo temporanee; nel 1799 il corpo dei giannizzeri era tornato, fu sospesa l'autonomia serba e furono aumentate drasticamente le tasse, facendo rispettare la legge marziale in Serbia.
I leader serbi di entrambe le sponde del Danubio iniziarono a cospirare contro i dahia. Quando furono scoperti, radunarono e uccisero dozzine di nobili serbi sulla piazza principale di Valjevo in un evento noto oggi come Seča knezova (Massacro dei duchi nel 1804).
Il massacro fu un oltraggio per il popolo serbo e istigò la rivolta nel Pascialato di Belgrado. In pochi giorni, nel piccolo villaggio di Šumadija di Orašac, i serbi si riunirono per proclamare la rivolta, eleggendo Karađorđe Petrović come leader. Quel pomeriggio, una locanda turca (caravanserraglio) a Orašac venne bruciata e i suoi abitanti fuggirono o sono furono uccisi, seguiti da azioni simili in tutto il paese. Presto le città di Valjevo e Požarevac furono liberate e l'assedio di Belgrado fu lanciato.
Inizialmente combattendo per ripristinare i loro privilegi locali all'interno del sistema ottomano (fino al 1807), i rivoluzionari, sostenuti dalla ricca comunità serba dell'Impero austriaco meridionale (l'attuale Vojvodina) e dagli ufficiali serbi della frontiera militare austriaca, si offrirono di essere collocati sotto la protezione rispettiva degli imperi asburgico, russo e francese, entrando, come nuovo fattore politico, nelle aspirazioni convergenti delle grandi potenze durante le guerre napoleoniche in Europa.

### Prima rivolta serba

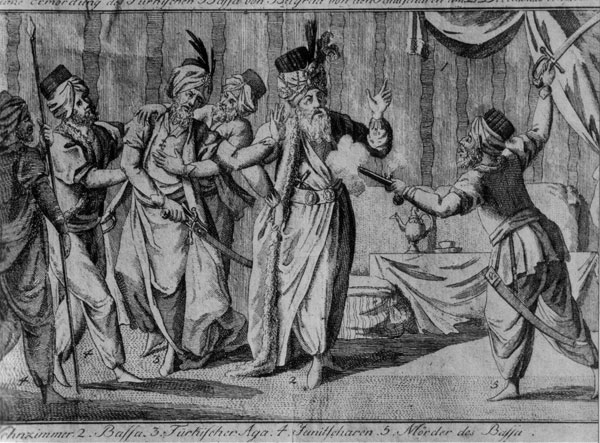
Dahia (giannizzero rinnegato) assassina Hadži Mustafa Pasha, targa del 1802.

Durante i quasi 10 anni della prima rivolta serba (1804-1813), la Serbia si percepì come uno stato indipendente per la prima volta, dopo 300 anni di occupazioni austriache ottomane e di breve durata. Incoraggiate dall'impero russo, le richieste di autogoverno all'interno dell'Impero ottomano nel 1804 si trasformarono in una guerra per l'indipendenza nel 1807. Combinando la democrazia contadina patriarcale con i moderni obiettivi nazionali, la rivoluzione serba stava attirando migliaia di volontari tra i serbi da tutti i Balcani e dall'Europa centrale. La rivoluzione serba alla fine divenne un simbolo del processo di costruzione della nazione nei Balcani, provocando disordini contadini tra i cristiani sia in Grecia che in Bulgaria. Dopo il riuscito assedio con 25.000 uomini, l'8 gennaio 1807 il leader carismatico della rivolta Karađorđe Petrović proclamò Belgrado la capitale della Serbia.

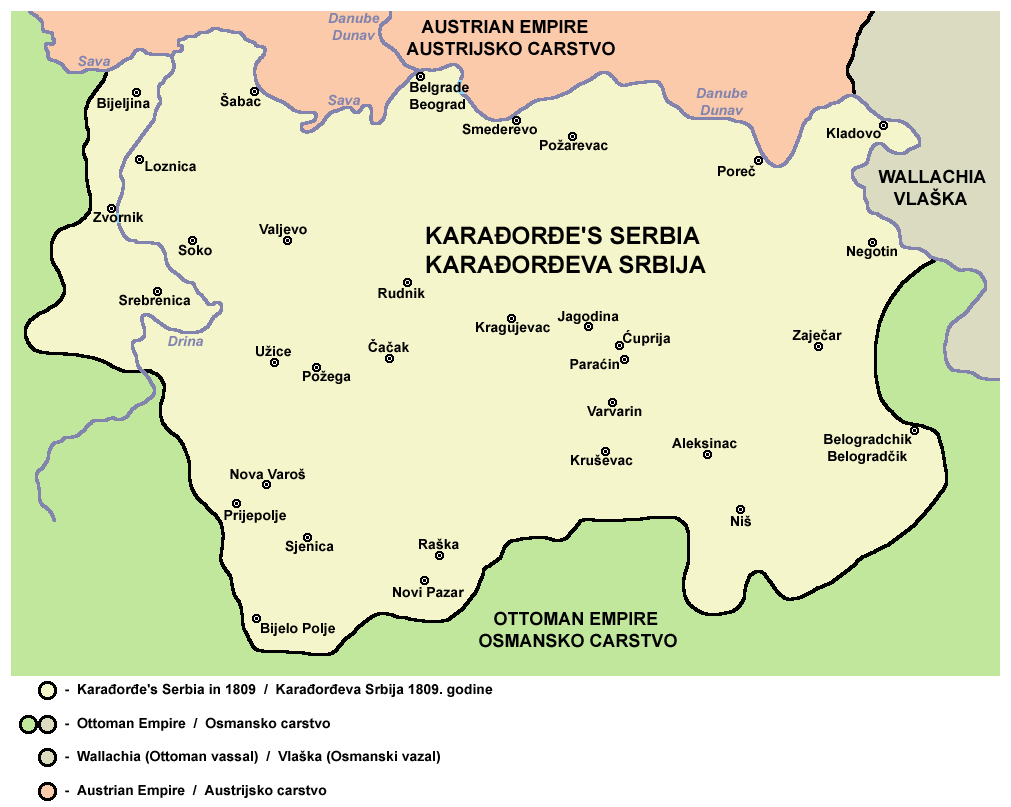
Serbia rivoluzionaria nel 1809

I serbi risposero alle brutalità ottomane stabilendo le sue istituzioni separate: il Consiglio direttivo (Praviteljstvujušči Sovjet), la Grande Accademia (Velika škola), l'Accademia teologica (Bogoslovija) e altri organi amministrativi. Karađorđe e altri leader rivoluzionari mandarono i loro figli alla Grande Accademia, che aveva tra i suoi studenti anche Vuk Stefanović Karadžić (1787-1864), il famoso riformatore dell'alfabeto serbo. Belgrado fu ripopolata da leader militari locali, mercanti e artigiani, ma anche da un importante gruppo di serbi illuminati dell'Impero Asburgico che diedero un nuovo quadro culturale e politico alla società contadina egualitaria della Serbia. Dositej Obradović, una figura di spicco dell'Illuminismo balcanico, il fondatore della Grande Accademia, divenne il primo Ministero dell'Istruzione nella Serbia moderna nel 1811.
In seguito all'invasione francese nel 1812, l'Impero russo ritirò il suo sostegno ai ribelli serbi. Non volendo accettare niente di meno che l'indipendenza, i rivoluzionari furono combattuti per sottomettersi dopo l'incursione ottomana in Serbia. Un quarto della popolazione serba (in quel momento circa 100.000 persone) fu esiliato nell'impero asburgico, compreso il leader della rivolta, Karađorđe Petrović. Riconquistata dagli ottomani nell'ottobre 1813, Belgrado divenne teatro di brutali vendette, con centinaia di cittadini massacrati e migliaia venduti come schiavi fino in Asia. Il dominio ottomano diretto significava anche l'abolizione di tutte le istituzioni serbe, inclusa Velika škola e il ritorno dei turchi ottomani in Serbia.

### La rivolta di Hadži-Prodan (1814)
Nonostante la battaglia persa, le tensioni persistettero. Nel 1814 una rivolta senza successo di Hadži Prodan fu lanciata da Hadži Prodan Gligorijević, uno dei veterani della prima rivolta serba. Sapeva che i turchi lo avrebbero arrestato, quindi pensò che fosse meglio resistere agli ottomani; Milos Obrenović, un altro veterano, ritenne che non fosse il momento giusto per una rivolta e non fornì assistenza.
La rivolta di Hadži Prodan fallì presto e così fuggì in Austria. Dopo una rivolta in una tenuta turca nel 1814, le autorità turche massacrarono la popolazione locale e impalarono pubblicamente a Belgrado 200 prigionieri. Nel marzo 1815, i serbi avevano tenuto diversi incontri e decisero una nuova rivolta.

### Seconda rivolta serba

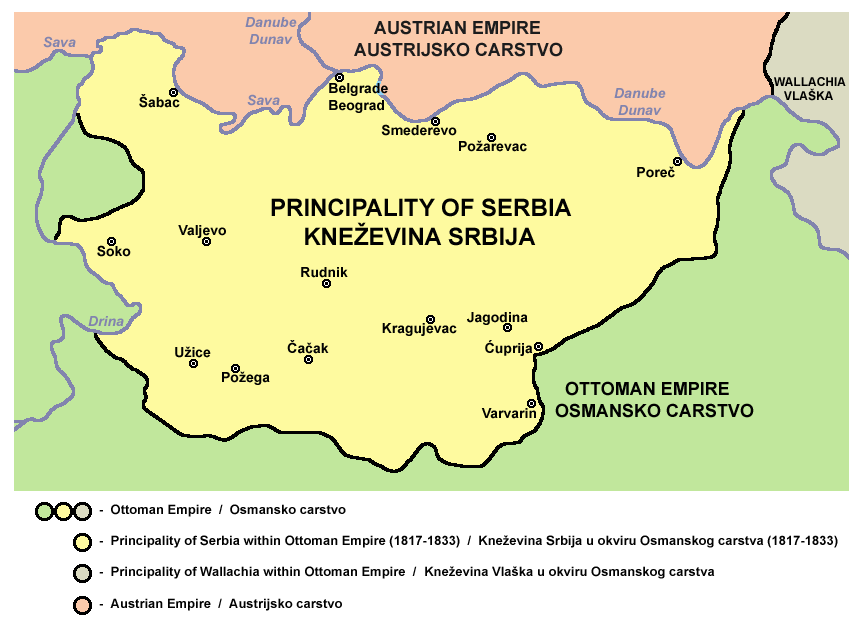
Principato di Serbia nel 1817 dopo la seconda rivolta serba.

La seconda rivolta serba (1815-1817) fu una seconda fase della rivoluzione nazionale dei serbi contro l'Impero ottomano, che scoppiò poco dopo la brutale annessione del paese all'Impero ottomano e la fallita rivolta di Hadži Prodan. Il consiglio rivoluzionario proclamò una rivolta a Takovo il 23 aprile 1815, con Milos Obrenović scelto come leader (mentre Karađorđe era ancora in esilio in Austria). La decisione dei leader serbi si basava su due ragioni. In primo luogo, temevano un massacro generale. In secondo luogo, appresero che Karađorđe stava progettando di tornare dall'esilio in Russia. La fazione anti-Karađorđe, incluso Miloš Obrenović, era ansiosa di prevenire Karađorđe e tenerlo fuori dal potere.

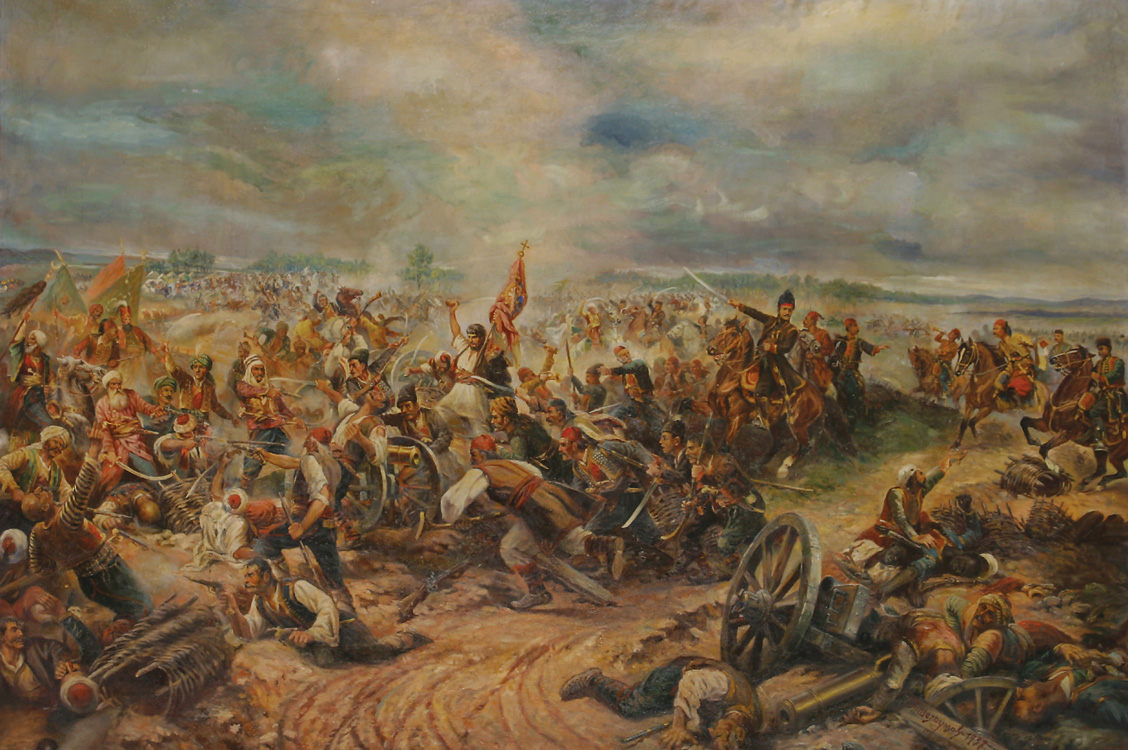
Battaglia di Mišar nel 1806

I combattimenti ripresero a Pasqua nel 1815 e Milos divenne il capo supremo della nuova rivolta. Quando gli ottomani lo scoprirono, condannarono a morte tutti i suoi leader. I serbi combatterono in battaglie a Ljubić, Čačak, Palez, Požarevac e Dublje e riscirono a riconquistare il Pashaluk di Belgrado. Milos sostenne una politica di moderazione: i soldati ottomani catturati non furono uccisi e i civili furono rilasciati. Il suo obiettivo annunciato non era l'indipendenza, ma porre fine al malgoverno abusivo.
Gli Eventi europei più ampi aiutarono la causa serba. I mezzi politici e diplomatici nei negoziati tra il principe di Serbia e la Porta ottomana, al posto di ulteriori scontri bellici, coincidevano con le regole politiche nel quadro dell'Europa di Metternich. Il principe Miloš Obrenović, un politico astuto e abile diplomatico, per confermare la sua lealtà conquistata a fatica alla Porta nel 1817 ordinò l'assassinio di Karađorđe Petrović. La sconfitta finale di Napoleone nel 1815 fece temere ai turchi che la Russia potesse intervenire di nuovo nei Balcani. Per evitare ciò, il sultano accettò di nominare la "Serbia suzerain", uno stato semi-indipendente nominalmente responsabile nei confronti della Porta.

## Serbi ottomani
I serbi ottomani, che erano cristiani ortodossi serbi, appartenevano al Millet di Rum (millet-i Rûm, "Nazione romana"). Sebbene un millet serbo separato (Sırp Milleti) non fosse ufficialmente riconosciuto durante il dominio ottomano, la Chiesa serba era l'organizzazione rappresentativa legalmente confermata dei serbi nell'Impero ottomano.

## Galleria d'immagini

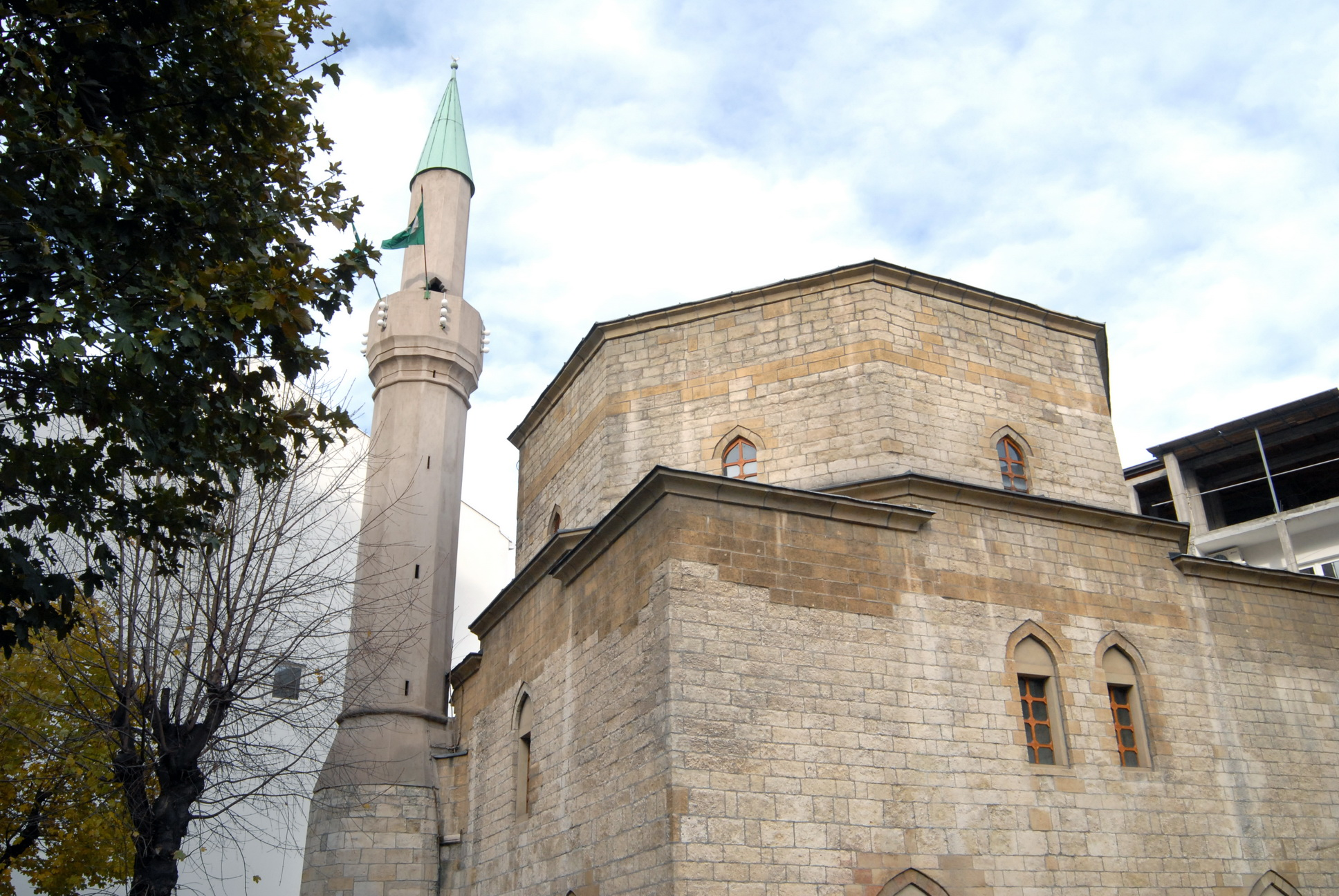
Moschea Bajrakli, Belgrado, 1575
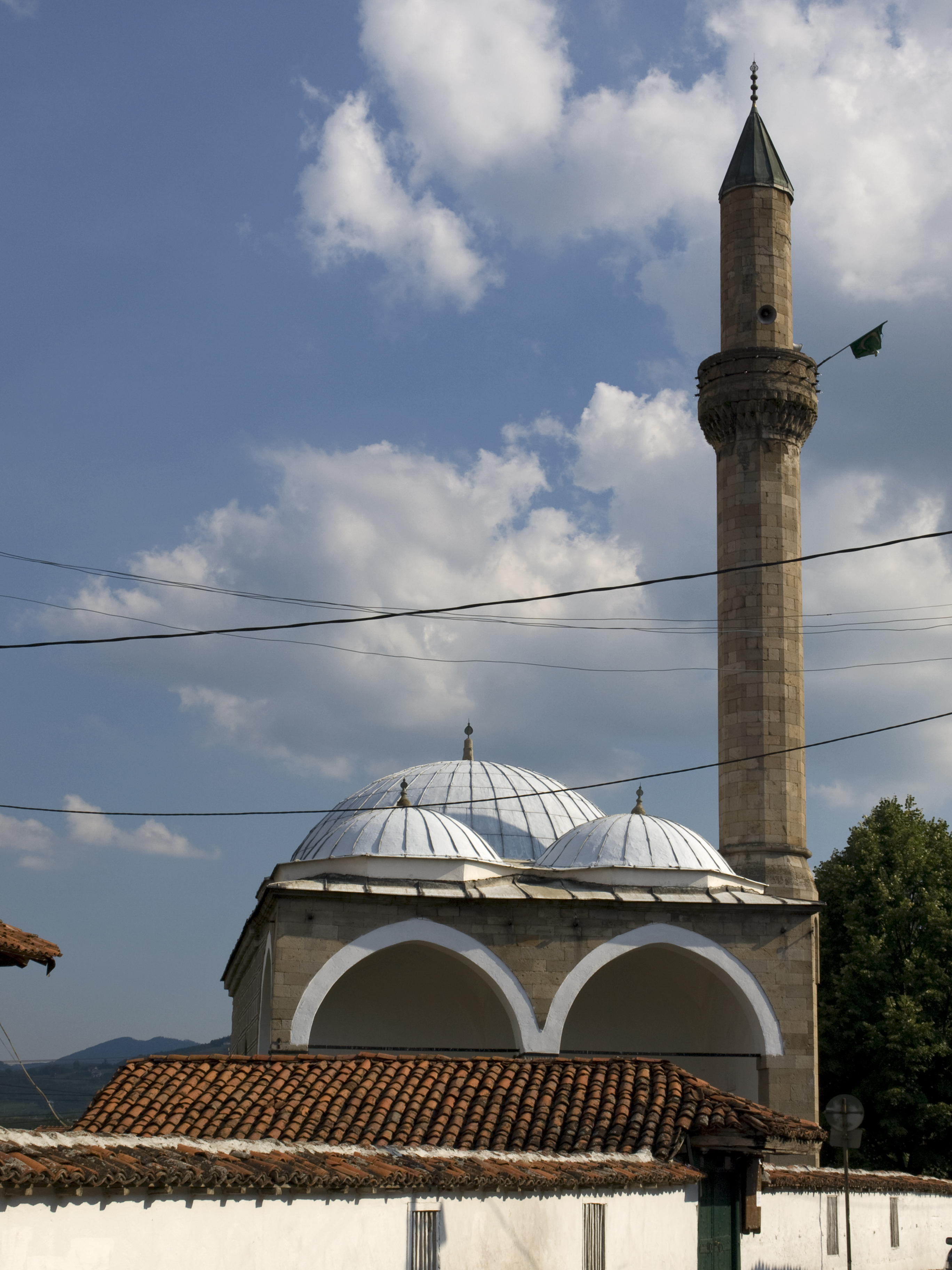
Moschea Altun-Alem, Novi Pazar, XVI secolo
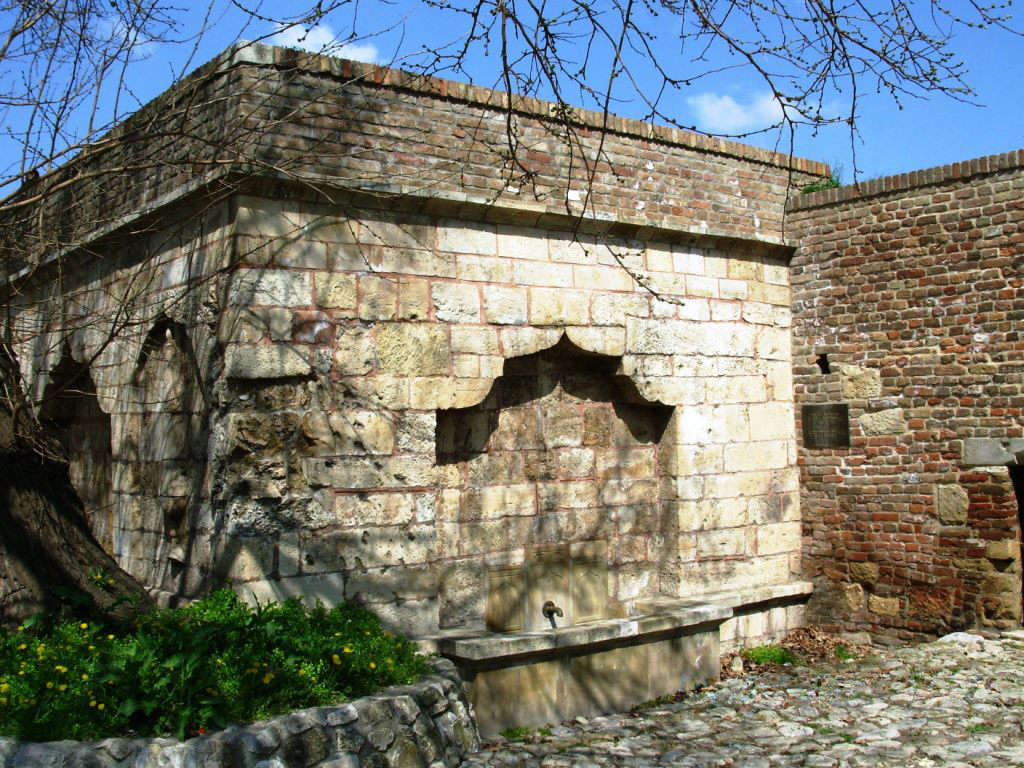
Fontana di Mehmed Paša Sokolović, Belgrado, 1576/77
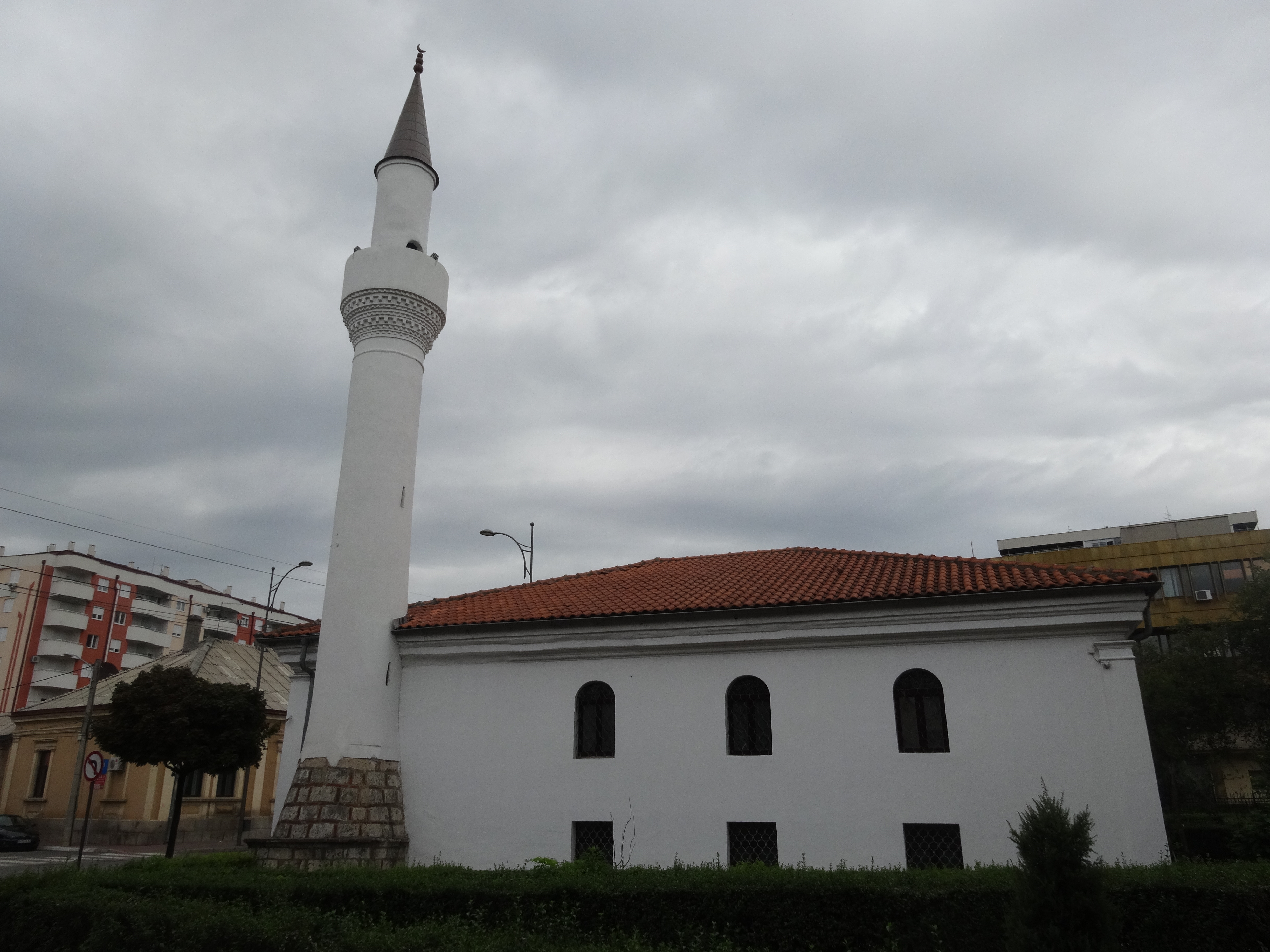
Moschea di Islam-aga, Niš, 1720
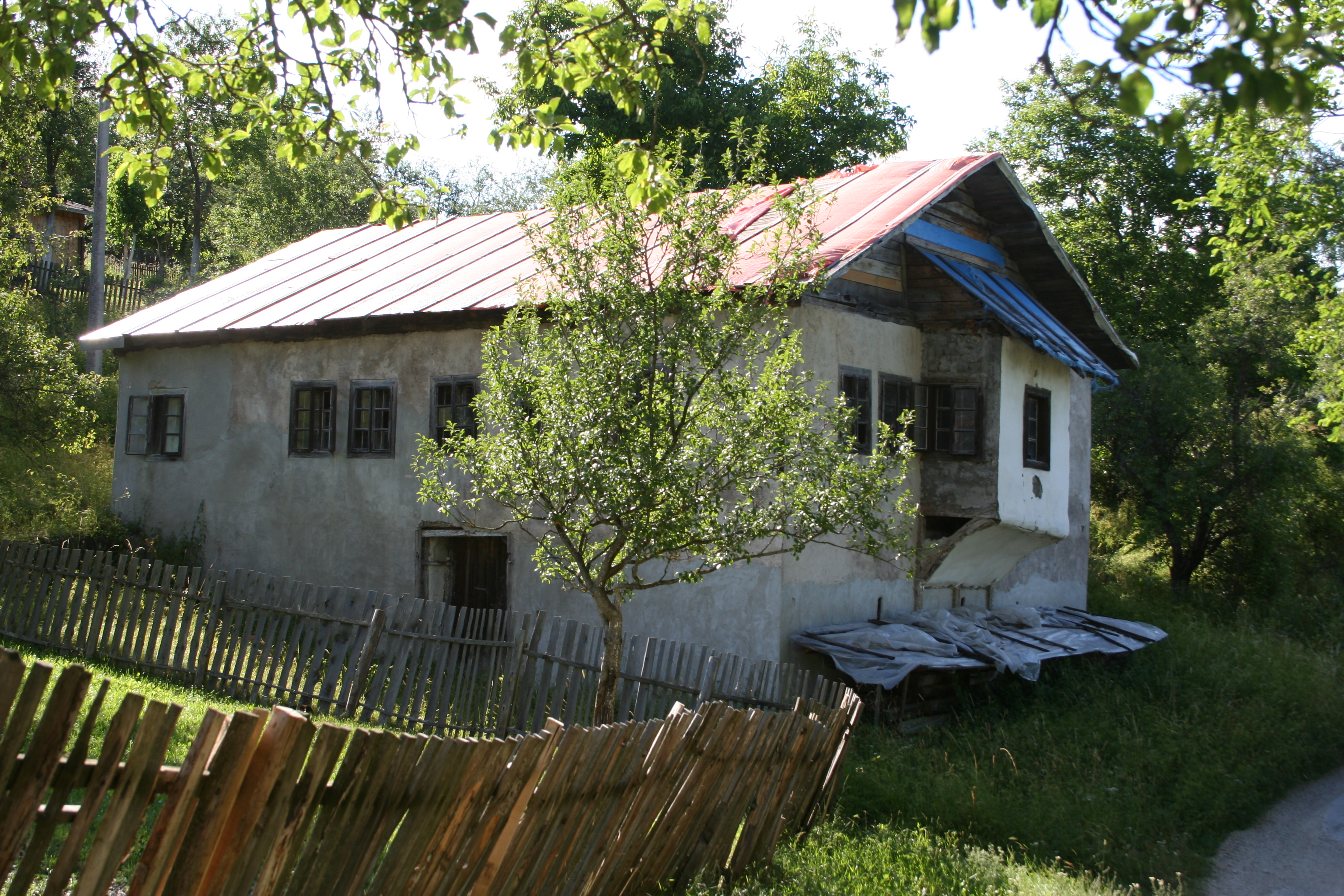
Caravanserraglio Stari Han a Kremná, Užice, inizi del XIX secolo
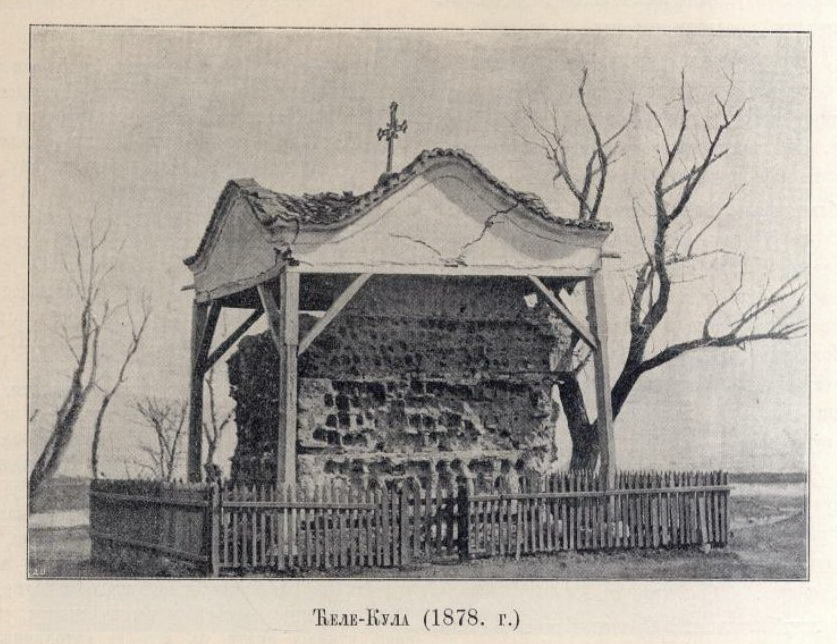
Skull Tower, Belgrado, 1809